# Barca, Rimavská Sobota
Barca este o comună slovacă, aflată în districtul Rimavská Sobota din regiunea Banská Bystrica. Localitatea se află la altitudinea de 194 m deasupra n.m., se întinde pe o suprafață de 11,5 km2 și în 2017 număra 586 de locuitori. Se învecinează cu Figa, Rimavská Sobota, Rumince și Chanava.

## Istoric
Localitatea Barca este atestată documentar din 1334.

## Demografie
| An:                | 1994 | 2004    | 2014    | 2024    |
| ------------------ | ---- | ------- | ------- | ------- |
| Număr de persoane: | 300  | 451     | 553     | 614     |
| Diferență:         |      | +50,33% | +22,61% | +11,03% |

| An:                | 2023 | 2024   |
| ------------------ | ---- | ------ |
| Număr de persoane: | 604  | 614    |
| Diferență:         |      | +1,65% |